# Elena Mandrino
Elena Mandrino (* 10. November 1984 in Alessandria) ist eine italienische Skeletonsportlerin.
Elena Mandrino lebt in Alessandria. Sie begann 2007 mit dem Skeletonsport und wird von Dany Locati und Stefano Maldifassi (Bahn), Omar Sacco (Sprint) und Pino Lapadula (Kraft) trainiert. Im Dezember 2007 bestritt sie ihr erstes Rennen im Rahmen des Coppa Italia. Im Januar 2008 gab sie ihr Debüt im Skeleton-Europacup. In Winterberg wurde sie in zwei Rennen jeweils 22. Auch in der Saison 2008/09 fuhr sie im Europacup, erreichte jedoch nie Ränge unter den besten 15. Bei den nationalen Meisterschaften verpasste sie als Vierte 2009, nachdem sie 2008 schon Fünfte war, erneut eine Medaille nur knapp. In der Saison 2009/10 kam Mandrino bei zwei Rennen in Altenberg erstmals als Neunte unter die besten Zehn. Auch in der Gesamtwertung der Rennserie wurde Mandrino Neunte. Bei den italienischen Meisterschaften wurde sie hinter Costanza Zanoletti 2010 Vizemeisterin; 2011 gewann sie vor Teresita Bramante Vallana den Titel. 2010 debütierte die Italienerin in Winterberg im Skeleton-Intercontinentalcup und wurde 16. Im Januar 2011 folgte auch das Weltcup-Debüt in St. Moritz, bei dem Mandrino 23. wurde.